# جين بيتانكورت
جين بيتانكورت (بالإنجليزية: Jeanne Betancourt)‏ (2 أكتوبر 1941، فيرمونت في الولايات المتحدة)؛ كاتِبة مُتخصِّصة في أدب الأطفال، سيناريست، مُدرسة وروائية أمريكية.

## روابط خارجية
- جين بيتانكورت على موقع IMDb (الإنجليزية)
- جين بيتانكورت على موقع قاعدة بيانات الفيلم (الإنجليزية)